# المان (خشکبیجار)
المان، روستایی است از توابع بخش خشکبیجار شهرستان رشت در استان گیلان ایران.

## جمعیت
این روستا در دهستان نوشرخشکبیجار قرار دارد و براساس سرشماری مرکز آمار ایران در سال ۱۳۸۵، جمعیت آن ۲۶۲ نفر (۷۷خانوار) بوده‌است.